# Bonaventure Hepburn
Pour les articles homonymes, voir Hepburn.
Le père Bonaventure Hepburn, O.M., né James (Jacques) Hepburn, (né le 14 juillet 1573, dans l'actuel comté d'East Lothian en Écosse et mort en octobre 1620, à Venise) est un religieux catholique écossais et érudit qui fut linguiste, lexicographe, philologue et commentateur biblique.Il acquit un certain renom et réussit à accéder au poste de conservateur des livres et manuscrits orientaux du Saint-Siège à la Bibliothèque vaticane.  

## Biographie
Il est le fils de Thomas Hepburn, recteur protestant de la petite paroisse d'Oldhamstocks, et il est donc élevé dans la religion protestante. Après ses humanités à l'université de St Andrews, il apprend les langues orientales, se convertit au catholicisme, s'installe en France, puis en Italie et voyage en Orient traversant la Turquie, la Perse, la Syrie, la Palestine, l'Égypte, l'Éthiopie et d'autres contrées. Il intègre ensuite l'ordre des Minimes à Avignon. Ensuite il vécut au couvent de la Sainte-Trinité de Rome (qui appartenait aux Minimes français) et il devient bibliothécaire à la Bibliothèque vaticane.
Il publia un Alphabetum arabicum et exercitatio lectionis en 1591 à Rome et en 1616 un ouvrage sur les langues étrangères dédié à Paul V et intitulé Virgo Aurea septuaginta duobus encomiis cœlata avec une liste d'éloges de la Vierge en soixante-douze alphabets différents. Il a également traduit en latin le Keter Malkhout du rabbin Salomon, fils de Tsemach. Cet ouvrage publié à Venise sous le titre latin de Gloria vel decus Israelis  contient des sermons en vers sur les dons du peuple hébreu. Il a également publié à Venise un dictionnaire d'hébreu et de langue chaldéenne et une vingtaine d'autres ouvrages traduits de l'hébreu en latin, comme l'Histoire de Judith.